# Parlamento del Regno di Sardegna
Il Parlamento del Regno di Sardegna (anche detto Subalpino), previsto dallo Statuto Albertino era composto di due Camere:
- Quella di nomina regia e vitalizia, il Senato, non poteva sciogliersi e aveva sede a Palazzo Madama.
- Quella elettiva, la Camera dei deputati, eletta su base censitaria e maschile, a collegio uninominale e a doppio turno di elezione e aveva sede a Palazzo Carignano.

Lo Stato sabaudo solo per ragioni storiche si chiamava Regno di Sardegna (solo la Sardegna, fra i possedimenti, poteva dare ai Savoia il titolo di re), ma in realtà non solo la capitale era Torino, ma anche il peso politico era tutto concentrato in Piemonte, con il legame antichissimo con la Savoia e quello più recente con la Liguria. Era anzi invalso l'uso di usare il termine Parlamento Subalpino anche se di solito veniva usato per indicare la Camera dei deputati. Palazzo Carignano, anche per ragioni di spazio, era poi la sede degli atti del Parlamento a camere congiunte per le sedute solenni come il discorso della corona.

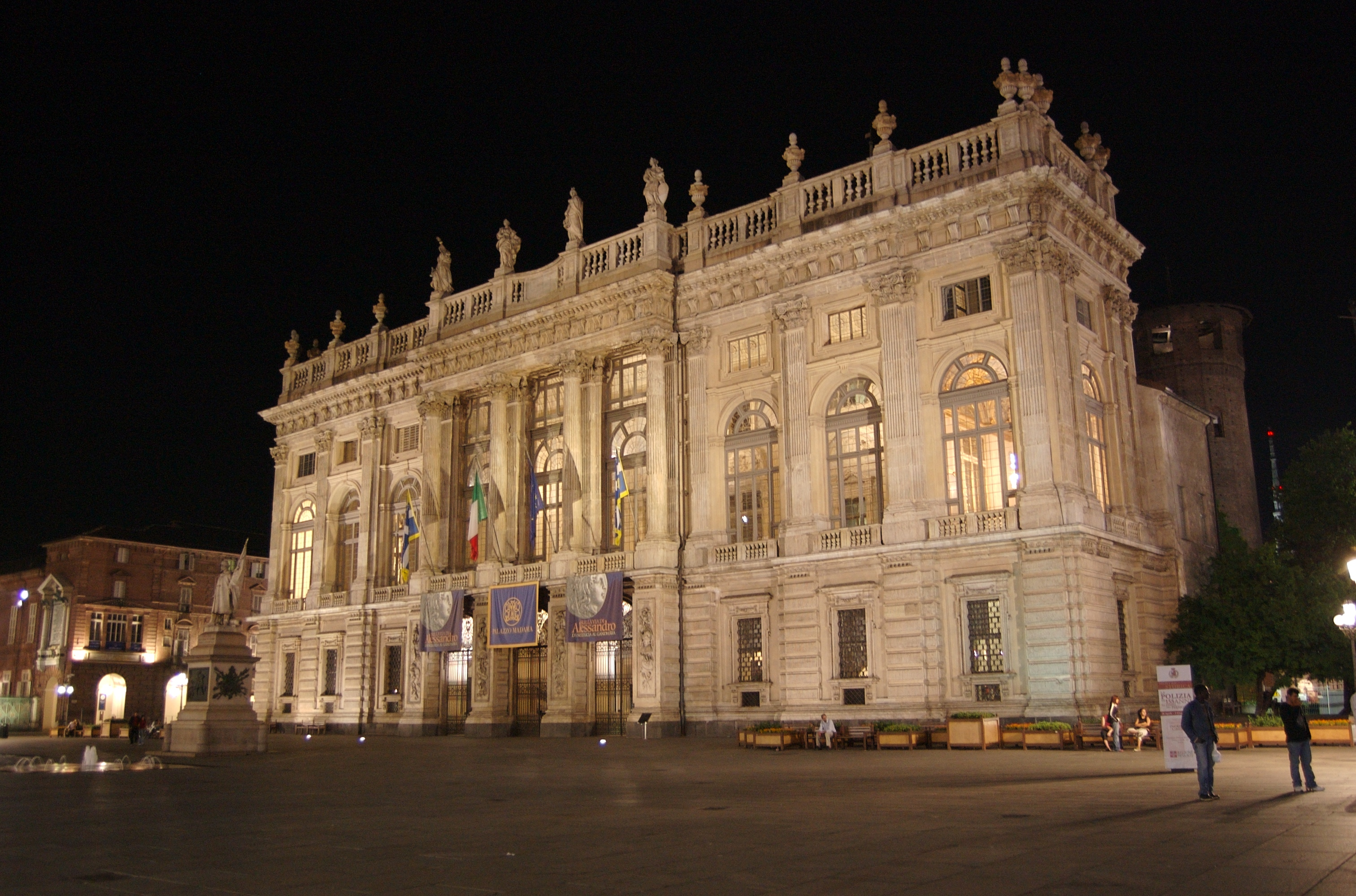
Palazzo Madama, sede del Senato

Il bicameralismo, previsto perfetto, si sviluppò in realtà come "zoppo", con prevalenza politica della camera bassa. I progetti di legge potevano essere promossi dai ministri, dal governo, dai parlamentari, oltre che dal Re. Per diventare legge dovevano essere approvati nello stesso testo da entrambe le Camere, senza ordine di precedenza (a parte quelle tributarie e di bilancio che dovevano passare prima per la Camera dei deputati) e dovevano essere munite di sanzione regia. Le due Camere ed il Re rappresentavano perciò per lo Statuto i “tre poteri legislativi”: bastava che uno di essi fosse contrario e per quella sessione il progetto non poteva più essere riprodotto.
L'art. 9 dello Statuto prevedeva l'istituto della proroga delle sessioni.